# Mostostal

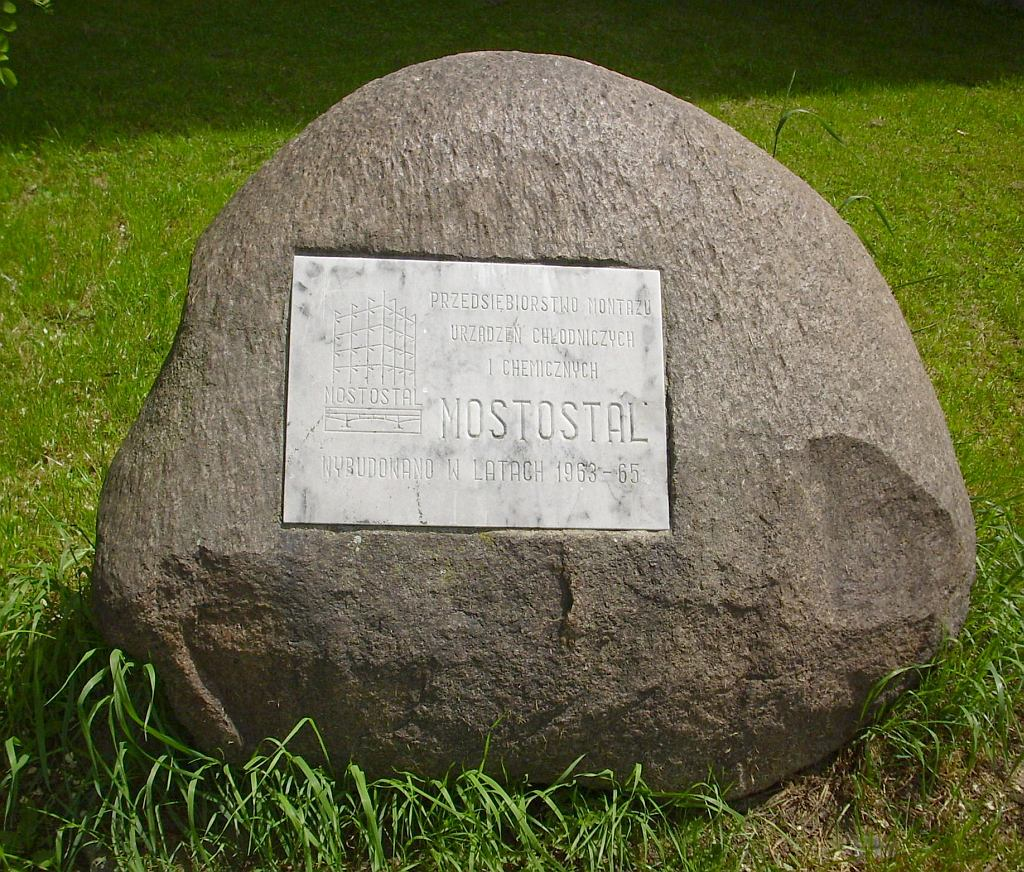
Kamień pamiątkowy z czasów Zjednoczenia Mostostal

Mostostal – nazwa powstałego na bazie utworzonego w 1945 w Krakowie prywatnego «Przedsiębiorstwa Budowy Mostów i Konstrukcji Stalowych „Mostostal”», branżowego organu zarządzania w PRL – w pierwszym okresie «Centralnego Zarządu Konstrukcji Stalowych „Mostostal”» (1951–1958), a następnie przekształconego w «Zjednoczenie Konstrukcji Stalowych i Urządzeń Przemysłowych „Mostostal”», z siedzibą w Warszawie.
Zarządzeniem prezydenta Bolesława Bieruta z 22 lipca 1949 «Przedsiębiorstwo Budowy Mostów i Konstrukcji Stalowych „Mostostal”» zostało odznaczone Orderem Sztandaru Pracy I klasy za wybitne zasługi położone dla Narodu i Państwa w dziedzinie budownictwa.
Na początku lat 90. poszczególne przedsiębiorstwa zjednoczenia zostały sprywatyzowane.

## Przedsiębiorstwa działające obecnie
- Mostostal Chojnice
- Mostostal-Export
- Mostostal Kraków
- Mostostal Płock
- Mostostal Słupca
- Mostostal Warszawa
- Mostostal Zabrze
- Polimex-Mostostal
- Mostostal Puławy
- Mostostal Siedlce
- Mostostal Pomorze SA